# 托尼·布卢
托尼·布卢（英語：Tony Blue，1936年2月4日—2020年10月1日），澳大利亚男子田径运动员。他曾代表澳大利亚参加1962年大英帝国和英联邦运动会田径比赛，获得男子880码铜牌。